# 日中城古城遗址
日中城古城遗址，是位于中华人民共和国山西省怀仁市金沙滩镇日中城村的一处战国至汉代的古遗址，1988年9月被列为怀仁县文物保护单位。遗址现存三面受损严重的土城墙，可推测出原城址约为方形。遗址可采集到战国的铜箭头、汉代陶片、绳纹瓦片和方格砖。关于城址的名称，各方还没有统一的看法。有观点认为这是北魏城址，有人认定为汉代城址，还有观点称这是北魏孝文帝所筑小平城。